# Pius Sin Hozol
Pius Sin Hozol (ur. 3 września 1968 w Pusanie) – koreański duchowny katolicki, biskup pomocniczy Pusanu od 2021.

## Życiorys

### Prezbiterat
Święcenia kapłańskie otrzymał 3 lutego 1996 i został inkardynowany do diecezji pusańskiej. Po święceniach przez dwa lata pracował jako wikariusz. W latach 1999–2008 studiował liturgikę na rzymskim Anselmianum, a po powrocie do kraju rozpoczął pracę w pusańskim uniwersytecie katolickim. W 2019 objął urząd rektora tej uczelni.

### Episkopat
22 maja 2021 papież Franciszek mianował go biskupem pomocniczym Pusanu ze stolicą tytularną Belesasa. Sakry udzielił mu 29 czerwca 2021 biskup Joseph Son Sam-seok.